# Miroslav Klose
Miroslav Josef Klose, nato Mirosław Marian Klose, detto anche Miro (in polacco: Mirosław Józef Klose, ˈmiːʁoslaf ˈkloːzə ; Opole, 9 giugno 1978), è un allenatore di calcio ed ex calciatore tedesco con cittadinanza polacca, di ruolo attaccante, tecnico del Norimberga.
Giudicato uno dei più forti attaccanti della sua generazione e tra i migliori centravanti tedeschi nella storia del calcio, con la nazionale tedesca è diventato campione del mondo nel 2014, vicecampione del mondo nel 2002 e vicecampione d'Europa nel 2008.
Con 137 presenze è il secondo calciatore tedesco con più apparizioni in nazionale, alle spalle di Lothar Matthäus, e con 71 reti è il miglior marcatore nella storia della selezione tedesca; nelle 49 partite in cui Klose è andato in rete, la Germania non ha mai perso.
Capocannoniere del campionato del mondo 2006, detiene inoltre il record di miglior marcatore nella storia delle fasi finali del mondiale maschile, con 16 reti.

## Biografia
Nato in Slesia, nella città di Opole, oggi in Polonia ma appartenente alla Germania sino al termine della seconda guerra mondiale, è figlio di Józef Klose, calciatore professionista, e di Barbara Jeż, giocatrice di pallamano. In virtù di ciò, possiede anche la cittadinanza polacca.
La famiglia Klose, appartenente alla minoranza tedesca in Polonia, si trasferì in Germania nel 1986. Nella città di Kusel, Renania-Palatinato, il giovane Klose si appassionò al calcio, iniziò a giocare per un club locale, il SG Blaubach-Diedelkopf, e incominciò l'apprendistato professionale per diventare carpentiere.
È sposato con Sylwia, dalla quale ha avuto due gemelli. Come ha dichiarato in un'intervista a Der Spiegel nel 2007, con i suoi familiari a casa parla in polacco, mentre i suoi figli hanno studiato il tedesco a scuola.

## Caratteristiche tecniche
Attaccante molto prolifico, forte fisicamente e molto abile nel gioco aereo, si faceva notare per il senso della posizione e la freddezza sotto porta. Dotato di buona tecnica e notevole intelligenza tattica, oltre a essere un efficace realizzatore, era abile nel mandare in gol i compagni di squadra, qualità che gli consentiva di risultare decisivo anche senza segnare.

## Carriera

### Giocatore

#### Club

##### L'esordio all'Homburg e poi il Kaiserslautern
Klose inizia la sua carriera all'Homburg, squadra militante nella Fußball-Regionalliga dividendosi tra prima e seconda squadra. Prima dell'inizio della stagione 1999-2000 viene acquistato dal Kaiserslautern dove si rende protagonista di una grande annata (più di venti gol) con la seconda squadra, guadagnandosi così la fiducia della società e il meritato esordio in Bundesliga con la prima squadra del Kaiserslautern.
Nella stagione successiva gioca in pianta stabile con la prima squadra esordendo così anche in Coppa UEFA. Le sue prestazioni sono più che convincenti tanto che a metà campionato arriva la prima chiamata in nazionale tedesca (dove fa il suo esordio andando in gol). Chiude la stagione segnando 11 gol (9 in campionato e 2 in Coppa UEFA) con il Kaiserslautern e altri 2 con la nazionale.
Nelle sue quattro stagioni disputate con i biancorossi riesce sempre a raggiungere la doppia cifra (11 gol nel 2000-2001, 16 nel 2001-2002, 13 nel 2002-2003 e 12 nel 2003-2004) rivelandosi così uno dei migliori giovani del panorama calcistico mondiale. La sua avventura con il Kaiserslautern si chiude con 147 partite in cui Klose è riuscito a siglare 52 gol.

##### Werder Brema
Nell'estate del 2004 viene acquistato per cinque milioni di euro dal Werder Brema, il club che aveva vinto la Bundesliga nella stagione precedente. Il suo esordio arriva il 6 agosto mentre il 29 dello stesso mese arriva il suo primo gol con la nuova maglia. Chiude il primo campionato con il Werder con 15 reti segnate in 32 partite, classificandosi quinto nella graduatoria dei migliori marcatori. In quell'anno arriva anche il suo esordio in Champions League dove trova due volte la via del gol.

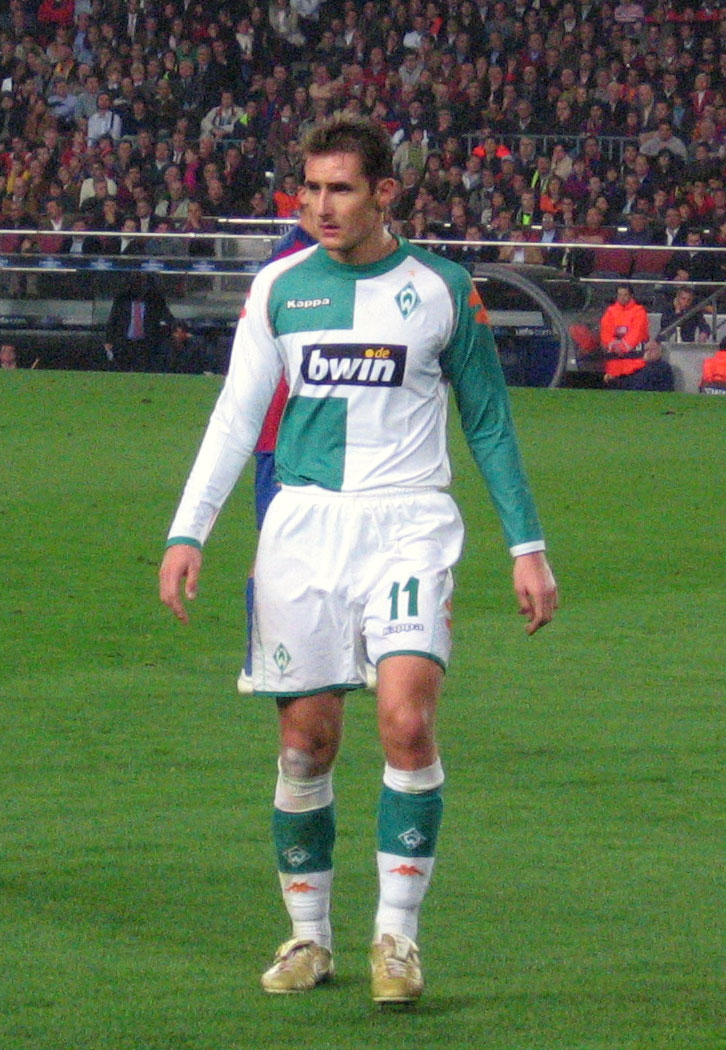
Klose nel 2006 con il.

Nella sua seconda stagione a Brema sfiora la vittoria del titolo, dato che il Werder arriva secondo alle spalle del Bayern Monaco. Miro riesce comunque a consolarsi vincendo il suo primo titolo di capocannoniere della Bundesliga (25 gol in 26 partite) e risultando anche il miglior assist-man della competizione (16 assist sempre in 26 sfide). Complessivamente si tratta della miglior stagione della sua carriera dato che tra campionato, coppe e nazionale riuscirà a mettere a segno 42 reti.
La stagione dopo il mondiale tedesco, la sua permanenza al Werder Brema è a rischio dato il forte interessamento di diversi club europei come il Barcellona, il Bayern Monaco e la Juventus, ma alla fine i dirigenti decidono di tenersi stretti il loro campione. L'annata si apre con la vittoria della Coppa di Lega tedesca vinta a Lipsia contro il Bayern; per lui è il primo titolo di club conquistato. In campionato i biancoverdi si classificano al terzo posto centrando per il quinto anno consecutivo la qualificazione alla Champions League. La stagione termina con 13 gol in campionato, 2 in Coppa UEFA e 4 in nazionale (19 totali).
L'avventura di Klose a Brema termina con 63 gol in 132 partite.

##### Bayern Monaco
Il 26 giugno 2007 il Werder Brema rende ufficiale la cessione della punta al Bayern Monaco per 15 milioni di euro. A Monaco di Baviera, il centravanti teuto-polacco trova il neoacquisto Luca Toni e il giovane Lukas Podolski come compagni di reparto.
L'esordio con la nuova maglia è avvenuto nel quarto di finale di Coppa di Lega tedesca proprio contro il Werder (vittoria dei bavaresi per 4-1). Il 28 luglio 2007 Klose segna il suo primo gol con la maglia del Bayern decidendo così la finale (1-0 contro lo Schalke 04), per Miro si tratta del "bis" del trionfo dell'annata precedente. Nella prima partita di Bundesliga con la maglia del Bayern realizza invece una doppietta contro l'Hansa Rostock, un mese dopo ha realizzato contro il Cottbus la sua prima tripletta con la squadra bavarese. A fine anno Klose vince per la prima volta sia la Bundesliga (per lui 10 gol) e sia la Coppa di Germania (vicecapocannoniere con 5 reti). Chiude la prima stagione segnando 21 volte con la maglia dei bavaresi.
Nella stagione 2008-2009 il Bayern non vince nessun titolo, classificandosi al secondo posto in campionato (di nuovo 10 gol per Miro). Le prestazioni migliori Klose le fornisce però in Champions League dove realizza 7 gol in 8 partite chiudendo da vicecapocannoniere del torneo (dopo gli ottavi di finale era al comando ma un infortunio del bomber e l'eliminazione ai soli quarti hanno permesso a Lionel Messi la rimonta e il sorpasso). Nonostante l'infortunio di marzo, l'attaccante tedesco è stato il miglior realizzatore del club in tutte le competizioni giocate chiudendo l'annata con 20 gol totali.

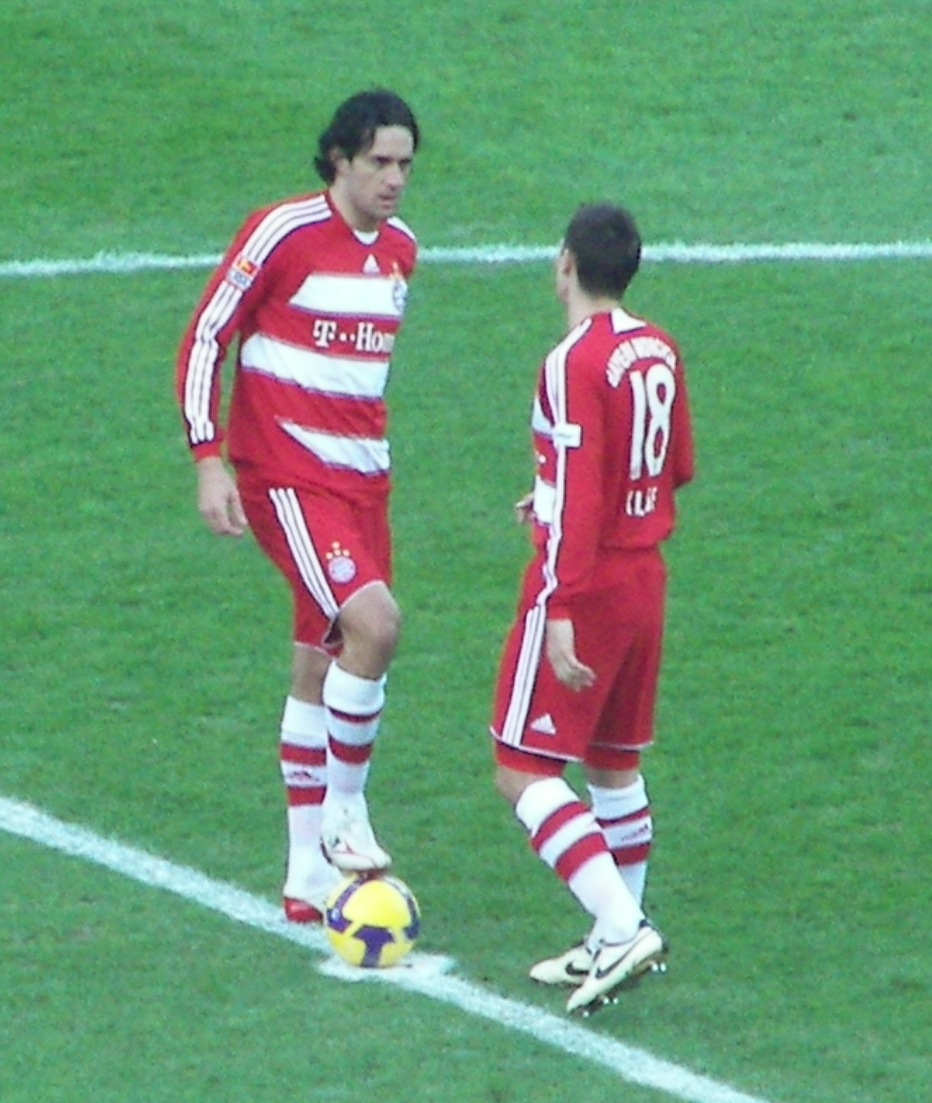
Klose (di spalle) e Luca Toni, coppia d'attacco del Bayern Monaco dal 2007 al 2009

Nella stagione successiva due infortuni lo tengono per diversi mesi fuori dai campi fino al rientro, in cui ha realizzato una doppietta. Il 17 febbraio 2010, durante l'incontro di Champions League contro la Fiorentina, realizza, a pochi minuti dalla fine, il gol del 2-1 per la sua squadra bavarese in netto fuorigioco, ma ciò nonostante l'arbitro norvegese Tom Henning Øvrebø convalida la rete scatenando numerose polemiche. In campionato, invece, il 24 aprile 2010 segna il gol del definitivo 1-1 contro il Borussia M'gladbach. A fine campionato si laurea campione di Germania per la seconda volta e soprattutto gioca la prima finale di Champions League della sua carriera, ma i bavaresi vengono sconfitti 2-0 dall'Inter a Madrid, dovendosi quindi accontentare solo del secondo posto.
La stagione seguente inizia con la vittoria in Supercoppa di Germania contro lo Schalke 04, battuto per 2-0 con il gol del raddoppio firmato proprio da Klose. Il 15 settembre 2010 segna il cinquantesimo gol con la maglia del Bayern contro la Roma in Champions League (vittoria per 2-0). Per il resto della stagione però il tecnico olandese Louis van Gaal lo lascia spesso in panchina, preferendogli i compagni di club e nazionale Thomas Müller e Mario Gómez, chiude così l'ultima annata in Baviera con il magro bottino di 6 reti stagionali, queste aggiunte a quelle degli anni passati portano il bottino totale con la maglia del Bayern Monaco a 53 gol in 150 apparizioni.

##### Lazio
Il 9 giugno 2011 viene ufficializzato il suo acquisto, a parametro zero, da parte della Lazio. Esordisce con i biancocelesti il 18 agosto 2011, nella partita di andata dei play-off di Europa League contro i macedoni del Rabotnički terminata 6-0 per la Lazio, nella quale realizza un gol e tre assist. Il 9 settembre 2011, durante la prima gara di campionato in casa del Milan, segna il suo primo gol in Serie A. Il 16 ottobre 2011 segna al 93' la rete del definitivo 2-1 in favore della formazione biancoceleste nel derby capitolino con la Roma. Nel periodo laziale viene inserito anche nella lista dei cinquanta giocatori selezionabili per la conquista del Pallone d'oro FIFA 2011, anche se poi non verrà selezionato tra i ventitré calciatori candidati per la vittoria finale. Alla fine della sua prima stagione con la maglia della Lazio risulta essere il miglior marcatore stagionale delle Aquile, sia in campionato con 12 gol, sia in totale in tutte le competizioni giocate con 15 reti.

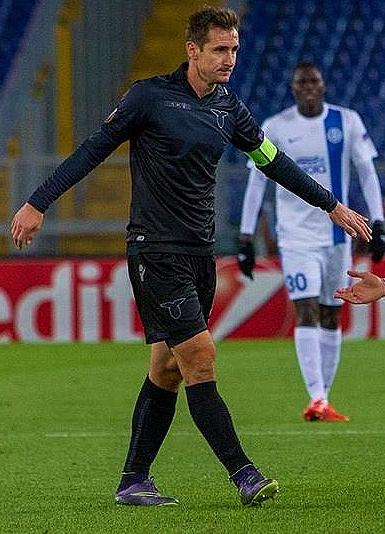
Klose alla Lazio nel 2015, capitano della squadra durante una partita di Europa League

Nella seconda stagione in maglia laziale, il 26 settembre, alla quarta giornata di campionato, segna una rete di mano nei primi minuti della partita contro il Napoli, ma confessa prontamente l'accaduto all'arbitro Luca Banti, gesto che viene in seguito elogiato dal presidente della FIFA Joseph Blatter. Per questo gesto, il 17 ottobre la Fiorentina lo annuncia vincitore del Cartellino Viola. A gennaio si infortuna rientrando dopo due settimane, ma viene subito colpito duro ed è costretto a poco meno di due mesi di stop a causa di una lesione al legamento collaterale del ginocchio destro.
Il 5 maggio 2013 segna una cinquina contro il Bologna, nella gara valida per la trentacinquesima giornata di campionato finita 6-0 in favore dei romani. L'ultimo calciatore che aveva realizzato cinque gol in una singola partita di Serie A era stato Roberto Pruzzo, nella stagione 1985-1986. Il 26 maggio 2013 vince la Coppa Italia battendo in finale la Roma per 1-0. Per la seconda stagione consecutiva risulta essere il miglior marcatore stagionale biancoceleste con un bottino di 16 reti, una in più dell'anno precedente. Il 18 agosto 2013 perde la Supercoppa italiana 2013 contro la Juventus per 4-0.
Il 1º febbraio 2015, in occasione della sconfitta contro il Cesena, indossa per la prima volta la fascia da capitano. Il 9 febbraio successivo, in occasione della sconfitta interna, per 0-1, contro il Genoa, gioca la sua centesima partita in Serie A. In occasione della partita casalinga, vinta per 4-0 contro la Fiorentina, del 9 marzo 2015 mette a segno una doppietta che gli permette di raggiungere quota 50 reti con la maglia biancazzurra. Il 20 maggio 2015 perde la finale di Coppa Italia dove la Lazio viene sopraffatta dalla Juventus per 2-1. Il 31 maggio successivo mette a segno il gol che chiude le marcature nel 2-4, in favore della Lazio, contro il Napoli; tale risultato permette alla società biancoceleste di tornare in Champions League dopo 8 anni dall'ultima partecipazione mentre la sua marcatura gli vale il decimo posto, a pari merito con Simone Inzaghi, tra i calciatori ad avere segnato più reti con la maglia della Lazio.
La quinta stagione si apre l'8 agosto successivo, giocando da titolare e perdendo la Supercoppa italiana 2015, per 2-0, contro i Campioni d'Italia della Juventus. Il 18 agosto 2015 disputa la sua prima partita, in maglia biancoceleste, in Champions League in occasione del turno preliminare, vinto per 1-0, contro i tedeschi del Bayer Leverkusen. Il 13 marzo 2016, in occasione della vittoria casalinga per 2-0 contro l'Atalanta, mette a segno una doppietta, che oltre a far vincere la partita alla sua squadra gli permette di diventare lo straniero che, in maglia biancoceleste, ha realizzato più reti nei campionati italiani, superando l'argentino Juan Carlos Morrone e il macedone Goran Pandev, fermi a 48 reti. Il 15 maggio successivo disputa la sua ultima partita con la squadra biancoceleste nella sconfitta interna, per 2-4, contro la Fiorentina, realizzando una rete su calcio di rigore. Lascia così la squadra romana dopo 63 gol in 171 presenze in tutte le competizioni.

#### Nazionale

##### Gli inizi
Titolare nel Kaiserslautern dal 2000, alla fine della sua prima stagione in Bundesliga è convocato nella nazionale maggiore tedesca dal CT Rudi Völler, esordendo (dopo avere rifiutato la chiamata della Polonia) il 24 marzo 2001 contro l'Albania, occasione in cui segna il gol della vittoria all'89' (a 17 minuti dall'ingresso in campo). Quattro giorni dopo, alla sua seconda presenza, trova di nuovo il gol-vittoria nel finale (questa volta contro la Grecia) segnando così due reti in 32 minuti giocati con la maglia della Mannschaft.
Il 13 febbraio, in una sfida giocata proprio nello stadio del Kaiserslautern, realizza la sua prima tripletta con la maglia della nazionale ai danni di Israele.

##### Mondiale 2002 ed Euro 2004

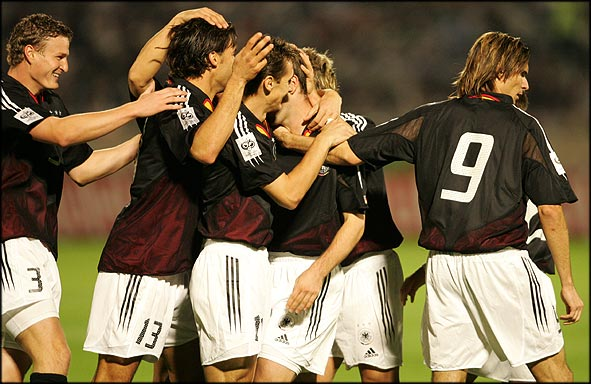
Klose (al centro) festeggia con i compagni della nazionale tedesca durante la vittoriosa amichevole con l'Iran del 2004.

Disputa il campionato del mondo 2002 in Corea del Sud e Giappone, raggiungendo la finale. Il suo esordio nella massima competizione calcistica internazionale avviene contro l'Arabia Saudita, a cui segna una tripletta (la seconda consecutiva e la terza totale in dodici apparizioni in nazionale). Gioca quindi tutte le sfide del torneo collezionando sette presenze e mettendo a segno cinque reti, che gli valgono il secondo posto nella classifica dei cannonieri dopo il brasiliano Ronaldo. Si laurea così vicecampione del mondo e vicecapocannoniere: ciò gli vale l'inserimento nell'All Star Team della competizione.
Nel 2004 è tra i convocati tedeschi per i campionati europei che si disputano in Portogallo. Gioca due spezzoni di gara subentrando dalla panchina; i teutonici vengono eliminati al primo turno.

##### Mondiale 2006

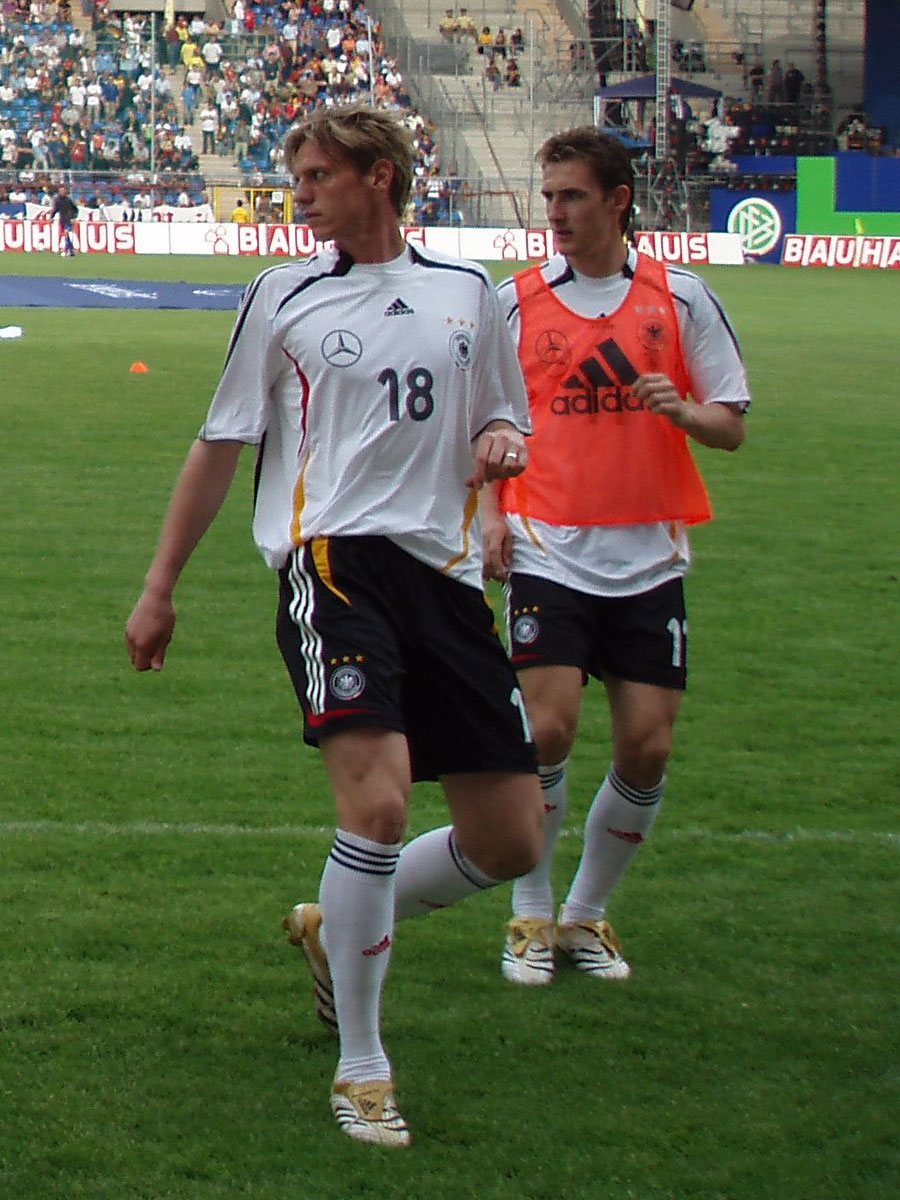
Klose (in secondo piano) e Tim Borowski in allenamento in vista del

Viene quindi inserito nella lista dei convocati per il campionato del mondo 2006 che si svolge in Germania. Nella gara d'apertura del torneo sigla una doppietta contro la Costa Rica. A questi gol seguiranno le marcature contro Ecuador (doppietta) e Argentina che gli permettono di chiudere, nuovamente, a quota 5 reti, numero sufficiente questa volta per laurearsi capocannoniere del torneo e vincere la Scarpa d'oro destinata al miglior marcatore della Coppa del Mondo. Viene nuovamente inserito nell'All Star Team del mondiale. Dopo essere stato eliminato in semifinale dall'Italia, che vincerà poi il titolo, riesce ad avere la meglio sul Portogallo e a piazzarsi di nuovo sul podio mondiale.

##### Euro 2008
Convocato per la fase finale del campionato d'Europa 2008 in Svizzera e Austria, nelle partite della fase a gironi rimane a secco di reti, segnando il primo gol nei quarti di finale per il momentaneo 2-0 sul Portogallo (3-2 finale). Replica in semifinale segnando all'80' il gol del vantaggio per 2-1 contro la Turchia contribuendo così al 3-2 finale che ha qualificato i tedeschi alla finale contro la Spagna. Klose è partito titolare accanto a Lukas Podolski con cui formava la coppia d'attacco anche nel Bayern Monaco; la gara termina con la sconfitta per 1-0.
Il 10 settembre 2008, dopo sei anni, è tornato a realizzare una tripletta nel 3-3 contro la Finlandia.

##### Mondiale 2010
Viene selezionato anche per il campionato del mondo 2010 in Sudafrica. Nell'esordio contro l'Australia realizza il secondo gol tedesco (4-0 finale), mentre nella gara successiva contro la Serbia riceve il suo primo rosso (per doppia ammonizione) ai campionati del mondo. Il suo rientro è agli ottavi di finale, in una partita che vede di fronte ai tedeschi l'Inghilterra: Klose segna la prima rete dei suoi. Nel giorno dei quarti di finale Klose festeggia la sua centesima presenza con la nazionale tedesca, realizzando una doppietta contro l'Argentina mandando avanti la Germania ed eguagliando, con 14 reti in una fase finale del campionato del mondo, il connazionale Gerd Müller (solo Ronaldo, con 15, ha fatto meglio). In semifinale i tedeschi sono di nuovo sconfitti dalla Spagna e devono così accontentarsi di nuovo del terzo posto che ottengono battendo l'Uruguay. Klose viene lasciato in panchina per la "finalina" e deve così rinunciare sia al record di Ronaldo e sia al titolo di capocannoniere del mondiale (la Scarpa d'oro questa volta andrà al connazionale Thomas Müller che segnerà il suo quinto decisivo gol proprio in questa sfida).
Tra settembre 2010 e marzo 2011 ha messo a segno la sua più lunga striscia di partite a segno consecutive, sei, in cui ha segnato nove reti. Il 29 marzo 2011, nella sfida vinta 2-1 contro l'Uruguay, ha raggiunto quota 109 presenze in nazionale superando così Jürgen Klinsmann (che lo ha allenato sia nella Mannschaft sia a Monaco di Baviera) diventando il secondo calciatore ad avere vestito più volte la maglia nazionale.

##### Euro 2012 e Mondiale 2014

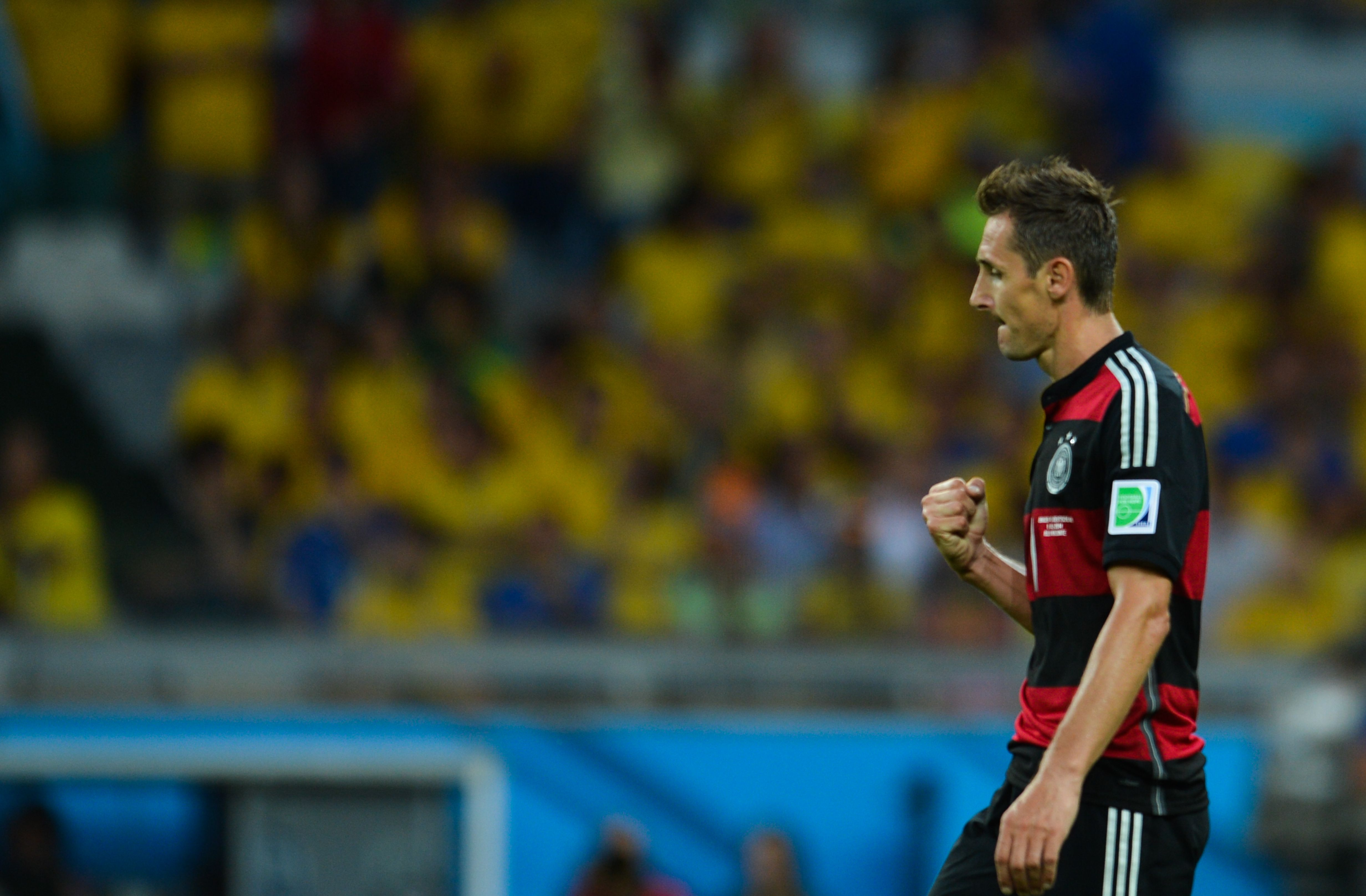
Klose esulta dopo aver realizzato, nella notte del Mineirazo, il secondo dei sette gol segnati alla Germania dal Brasile, nonché la sua sedicesima rete nella storia del mondiale

Viene convocato per il campionato d'Europa 2012 in Polonia e Ucraina, nonostante un infortunio che si porta avanti da mesi e che gli permette di giocare la sua prima partita da titolare solamente nei quarti di finale, partita in cui realizza il momentaneo 3-1 contro la Grecia, eliminata dai teutonici con un 4-2. In semifinale, come sei anni prima, l'Italia elimina nuovamente i tedeschi, che si devono accontentare ancora una volta di una medaglia minore.
Klose viene nuovamente convocato da Joachim Löw per il campionato del mondo 2014 in Brasile, dove esordisce contro il Ghana, subentrando a Mario Götze e segnando dopo soli 122 secondi il gol che gli permette di eguagliare il record di 15 reti totali nei campionati del mondo di calcio, detenuto da Ronaldo da otto anni. Il 26 giugno successivo passa il turno, qualificandosi al primo posto davanti a Stati Uniti, Portogallo e Ghana.

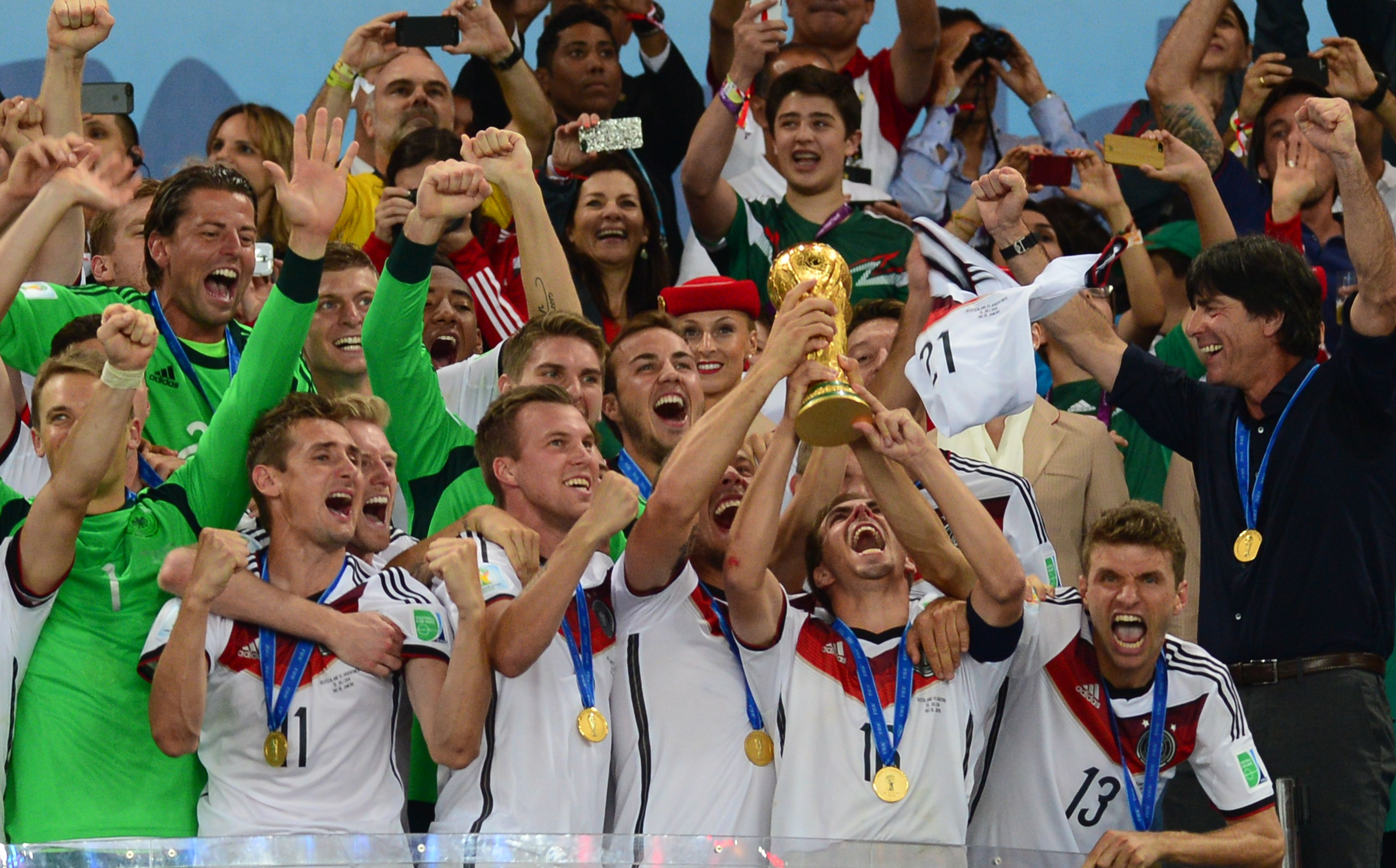
Klose (in primo piano, secondo da sinistra), insieme ai compagni di nazionale, alza al cielo la quarta Coppa del Mondo della Germania

Il 30 giugno successivo, seppur non scendendo in campo, supera gli ottavi di finale battendo l'Algeria per 2-1, dopo i tempi supplementari. Partecipa al quarto di finale vinto per 1-0 contro la Francia, venendo sostituito al minuto 69 da André Schürrle. L'8 luglio, nella semifinale vinta in goleada 7-1 contro il Brasile – passata alla storia come il Mineirazo –, segnando il secondo gol della Germania, Klose raggiunge quota 16 reti, diventando in tal modo il miglior marcatore di tutti i tempi nella storia del mondiale, superando i 15 gol del brasiliano Ronaldo stabiliti tra il 1998 e il 2006. Il 13 luglio 2014 si laurea campione del mondo dopo la vittoria in finale sull'Argentina per 1-0, ottenuta grazie al gol decisivo di Götze, subentrato al suo posto, durante i tempi supplementari.
L'11 agosto 2014 decide di dare il proprio addio alla nazionale tedesca dopo 137 presenze e 71 reti messe a segno. Il 3 settembre 2014, a Düsseldorf, in occasione dell'amichevole tra Germania e Argentina, replay della finale mondiale andata in scena 52 giorni prima a Rio de Janeiro, viene premiato assieme a Philipp Lahm e Per Mertesacker per il contributo dato alla Mannschaft in tutta la carriera.

### Allenatore
Il 1º novembre 2016, dopo aver deciso di terminare l'attività di calciatore, viene ingaggiato dalla nazionale tedesca per diventare il nuovo collaboratore tecnico della selezione teutonica al fianco del CT Joachim Löw.
L'11 maggio 2018 diventa il nuovo allenatore della formazione Under-17 del Bayern Monaco.
Nella stagione 2020/2021 ricopre il ruolo di allenatore in seconda di Hansi Flick in prima squadra.
Intenzionato ad allenare una prima squadra, avendo conseguito il patentino da poco, nel giugno del 2021 è costretto a fermarsi poiché gli vengono diagnosticate due trombosi a una gamba.
Nel giugno del 2022, diventa il nuovo allenatore degli austriaci dell'Altach. Il 20 marzo 2023 viene esonerato con la squadra all’ultimo posto, dopo aver raccolto 17 punti in 22 gare.
Per la stagione 2023-2024 è tra gli opinionisti delle gare di Champions League su Prime Video.
L'11 giugno 2024, viene annunciato il suo ingaggio da parte del Norimberga, club della seconda serie tedesca, a partire dalla stagione 2024-2025.

## Statistiche
Tra club e nazionale maggiore ha giocato 820 partite segnando 339 reti, alla media di 0,41 gol a partita.

### Presenze e reti nei club
Statistiche aggiornate al termine della carriera da calciatore.
| Stagione                 | Squadra                  | Campionato               | Campionato | Campionato | Coppe nazionali | Coppe nazionali | Coppe nazionali | Coppe continentali | Coppe continentali | Coppe continentali | Altre coppe | Altre coppe | Altre coppe | Totali | Totali |
| Stagione                 | Squadra                  | Comp                     | Pres       | Reti       | Comp            | Pres            | Reti            | Comp               | Pres               | Reti               | Comp        | Pres        | Reti        | Pres   | Reti   |
| ------------------------ | ------------------------ | ------------------------ | ---------- | ---------- | --------------- | --------------- | --------------- | ------------------ | ------------------ | ------------------ | ----------- | ----------- | ----------- | ------ | ------ |
| 1998-1999                | Homburg II               | VL                       | 15         | 10         | -               | -               | -               | -                  | -                  | -                  | -           | -           | -           | 15     | 10     |
| 1998-1999                | Homburg                  | RL                       | 18         | 1          | -               | -               | -               | -                  | -                  | -                  | -           | -           | -           | 18     | 1      |
| 1999-2000                | Kaiserslautern II        | RL                       | 36         | 11         | -               | -               | -               | -                  | -                  | -                  | -           | -           | -           | 36     | 11     |
| 2000-2001                | Kaiserslautern II        | OL                       | 14         | 15         | -               | -               | -               | -                  | -                  | -                  | -           | -           | -           | 14     | 15     |
| Totale Kaiserslautern II | Totale Kaiserslautern II | Totale Kaiserslautern II | 50         | 26         |                 | -               | -               |                    | -                  | -                  |             | -           | -           | 50     | 26     |
| 1999-2000                | Kaiserslautern           | BL                       | 2          | 0          | -               | -               | -               | -                  | -                  | -                  | -           | -           | -           | 2      | 0      |
| 2000-2001                | Kaiserslautern           | BL                       | 29         | 9          | CG+CdL          | 2+2             | 0               | CU                 | 12                 | 2                  | -           | -           | -           | 45     | 11     |
| 2001-2002                | Kaiserslautern           | BL                       | 31         | 16         | CG              | 4               | 0               | -                  | -                  | -                  | -           | -           | -           | 35     | 16     |
| 2002-2003                | Kaiserslautern           | BL                       | 32         | 9          | CG              | 4               | 4               | -                  | -                  | -                  | -           | -           | -           | 36     | 13     |
| 2003-2004                | Kaiserslautern           | BL                       | 26         | 10         | CG              | 1               | 1               | CU                 | 2                  | 1                  | -           | -           | -           | 29     | 12     |
| Totale Kaiserslautern    | Totale Kaiserslautern    | Totale Kaiserslautern    | 120        | 44         |                 | 13              | 5               |                    | 14                 | 3                  |             | -           | -           | 147    | 52     |
| 2004-2005                | Werder Brema             | BL                       | 32         | 15         | CG+CdL          | 4+1             | 0               | UCL                | 8                  | 2                  | -           | -           | -           | 45     | 17     |
| 2005-2006                | Werder Brema             | BL                       | 26         | 25         | CG+CdL          | 3+2             | 2+0             | UCL                | 9                  | 4                  | -           | -           | -           | 40     | 31     |
| 2006-2007                | Werder Brema             | BL                       | 31         | 13         | CG+CdL          | 1+2             | 0               | UCL+CU             | 6+7                | 0+2                | -           | -           | -           | 47     | 15     |
| Totale Werder Brema      | Totale Werder Brema      | Totale Werder Brema      | 89         | 53         |                 | 13              | 2               |                    | 30                 | 8                  |             | -           | -           | 132    | 63     |
| 2007-2008                | Bayern Monaco            | BL                       | 27         | 10         | CG+CdL          | 6+2             | 5+1             | CU                 | 12                 | 5                  | -           | -           | -           | 47     | 21     |
| 2008-2009                | Bayern Monaco            | BL                       | 26         | 10         | CG              | 4               | 3               | UCL                | 8                  | 7                  | -           | -           | -           | 38     | 20     |
| 2009-2010                | Bayern Monaco            | BL                       | 25         | 3          | CG              | 5               | 2               | UCL                | 8                  | 1                  | -           | -           | -           | 38     | 6      |
| 2010-2011                | Bayern Monaco            | BL                       | 20         | 1          | CG              | 4               | 3               | UCL                | 2                  | 1                  | SG          | 1           | 1           | 27     | 6      |
| Totale Bayern Monaco     | Totale Bayern Monaco     | Totale Bayern Monaco     | 98         | 24         |                 | 21              | 14              |                    | 30                 | 14                 |             | 1           | 1           | 150    | 53     |
| 2011-2012                | Lazio                    | A                        | 27         | 12         | CI              | 2               | 0               | UEL                | 6                  | 3                  | -           | -           | -           | 35     | 15     |
| 2012-2013                | Lazio                    | A                        | 29         | 15         | CI              | 2               | 0               | UEL                | 5                  | 1                  | -           | -           | -           | 36     | 16     |
| 2013-2014                | Lazio                    | A                        | 25         | 7          | CI              | 0               | 0               | UEL                | 3                  | 1                  | SI          | 1           | 0           | 29     | 8      |
| 2014-2015                | Lazio                    | A                        | 34         | 13         | CI              | 6               | 3               | -                  | -                  | -                  | -           | -           | -           | 40     | 16     |
| 2015-2016                | Lazio                    | A                        | 24         | 7          | CI              | 1               | 0               | UCL+UEL            | 1+4                | 0+1                | SI          | 1           | 0           | 31     | 8      |
| Totale Lazio             | Totale Lazio             | Totale Lazio             | 139        | 54         |                 | 11              | 3               |                    | 19                 | 6                  |             | 2           | 0           | 171    | 63     |
| Totale carriera          | Totale carriera          | Totale carriera          | 529        | 212        |                 | 58              | 24              |                    | 93                 | 31                 |             | 3           | 1           | 683    | 268    |

### Cronologia presenze e reti in nazionale
| Cronologia completa delle presenze e delle reti in nazionale ― Germania | Cronologia completa delle presenze e delle reti in nazionale ― Germania | Cronologia completa delle presenze e delle reti in nazionale ― Germania | Cronologia completa delle presenze e delle reti in nazionale ― Germania | Cronologia completa delle presenze e delle reti in nazionale ― Germania | Cronologia completa delle presenze e delle reti in nazionale ― Germania | Cronologia completa delle presenze e delle reti in nazionale ― Germania | Cronologia completa delle presenze e delle reti in nazionale ― Germania |
| Data                                                                    | Città                                                                   | In casa                                                                 | Risultato                                                               | Ospiti                                                                  | Competizione                                                            | Reti                                                                    | Note                                                                    |
| ----------------------------------------------------------------------- | ----------------------------------------------------------------------- | ----------------------------------------------------------------------- | ----------------------------------------------------------------------- | ----------------------------------------------------------------------- | ----------------------------------------------------------------------- | ----------------------------------------------------------------------- | ----------------------------------------------------------------------- |
| 24-3-2001                                                               | Leverkusen                                                              | Germania                                                                | 2 – 1                                                                   | Albania                                                                 | Qual. Mondiali 2002                                                     | 1                                                                       | 72’ 84’                                                                 |
| 28-3-2001                                                               | Amarousio                                                               | Grecia                                                                  | 2 – 4                                                                   | Germania                                                                | Qual. Mondiali 2002                                                     | 1                                                                       | 67’                                                                     |
| 29-5-2001                                                               | Brema                                                                   | Germania                                                                | 2 – 0                                                                   | Slovacchia                                                              | Amichevole                                                              | -                                                                       | 74’                                                                     |
| 2-6-2001                                                                | Helsinki                                                                | Finlandia                                                               | 2 – 2                                                                   | Germania                                                                | Qual. Mondiali 2002                                                     | -                                                                       | 61’                                                                     |
| 15-8-2001                                                               | Budapest                                                                | Ungheria                                                                | 2 – 5                                                                   | Germania                                                                | Amichevole                                                              | -                                                                       | 66’                                                                     |
| 1-9-2001                                                                | Monaco di Baviera                                                       | Germania                                                                | 1 – 5                                                                   | Inghilterra                                                             | Qual. Mondiali 2002                                                     | -                                                                       | 65’                                                                     |
| 6-10-2001                                                               | Gelsenkirchen                                                           | Germania                                                                | 0 – 0                                                                   | Finlandia                                                               | Qual. Mondiali 2002                                                     | -                                                                       | 76’                                                                     |
| 13-2-2002                                                               | Kaiserslautern                                                          | Germania                                                                | 7 – 1                                                                   | Israele                                                                 | Amichevole                                                              | 3                                                                       | 73’                                                                     |
| 17-4-2002                                                               | Stoccarda                                                               | Germania                                                                | 0 – 1                                                                   | Argentina                                                               | Amichevole                                                              | -                                                                       |                                                                         |
| 9-5-2002                                                                | Friburgo                                                                | Germania                                                                | 7 – 0                                                                   | Kuwait                                                                  | Amichevole                                                              | -                                                                       |                                                                         |
| 14-5-2002                                                               | Cardiff                                                                 | Galles                                                                  | 1 – 0                                                                   | Germania                                                                | Amichevole                                                              | -                                                                       |                                                                         |
| 18-5-2002                                                               | Leverkusen                                                              | Germania                                                                | 6 – 2                                                                   | Austria                                                                 | Amichevole                                                              | 3                                                                       | 67’                                                                     |
| 1-6-2002                                                                | Sapporo                                                                 | Germania                                                                | 8 – 0                                                                   | Arabia Saudita                                                          | Mondiali 2002 - 1º turno                                                | 3                                                                       | 77’                                                                     |
| 5-6-2002                                                                | Kashima                                                                 | Germania                                                                | 1 – 1                                                                   | Irlanda                                                                 | Mondiali 2002 - 1º turno                                                | 1                                                                       | 85’                                                                     |
| 11-6-2002                                                               | Shizuoka                                                                | Camerun                                                                 | 0 – 2                                                                   | Germania                                                                | Mondiali 2002 - 1º turno                                                | 1                                                                       | 84’                                                                     |
| 15-6-2002                                                               | Seogwipo                                                                | Germania                                                                | 1 – 0                                                                   | Paraguay                                                                | Mondiali 2002 - Ottavi di finale                                        | -                                                                       |                                                                         |
| 21-6-2002                                                               | Ulsan                                                                   | Germania                                                                | 1 – 0                                                                   | Stati Uniti                                                             | Mondiali 2002 - Quarti di finale                                        | -                                                                       | 88’                                                                     |
| 25-6-2002                                                               | Seul                                                                    | Germania                                                                | 1 – 0                                                                   | Corea del Sud                                                           | Mondiali 2002 - Semifinale                                              | -                                                                       | 70’                                                                     |
| 30-6-2002                                                               | Yokohama                                                                | Germania                                                                | 0 – 2                                                                   | Brasile                                                                 | Mondiali 2002 - Finale                                                  | -                                                                       | 8’ 74’                                                                  |
| 21-8-2002                                                               | Sofia                                                                   | Bulgaria                                                                | 2 – 2                                                                   | Germania                                                                | Amichevole                                                              | -                                                                       | 79’                                                                     |
| 7-9-2002                                                                | Kaunas                                                                  | Lituania                                                                | 0 – 2                                                                   | Germania                                                                | Qual. Euro 2004                                                         | -                                                                       |                                                                         |
| 11-10-2002                                                              | Sarajevo                                                                | Bosnia ed Erzegovina                                                    | 1 – 1                                                                   | Germania                                                                | Amichevole                                                              | -                                                                       | 76’                                                                     |
| 16-10-2002                                                              | Hannover                                                                | Germania                                                                | 2 – 1                                                                   | Fær Øer                                                                 | Qual. Euro 2004                                                         | 1                                                                       |                                                                         |
| 20-11-2002                                                              | Gelsenkirchen                                                           | Germania                                                                | 1 – 3                                                                   | Paesi Bassi                                                             | Amichevole                                                              | -                                                                       | 46’                                                                     |
| 12-2-2003                                                               | Palma di Maiorca                                                        | Spagna                                                                  | 3 – 1                                                                   | Germania                                                                | Amichevole                                                              | -                                                                       | 84’                                                                     |
| 29-3-2003                                                               | Norimberga                                                              | Germania                                                                | 1 – 1                                                                   | Lituania                                                                | Qual. Euro 2004                                                         | -                                                                       |                                                                         |
| 30-4-2003                                                               | Brema                                                                   | Germania                                                                | 1 – 0                                                                   | Serbia e Montenegro                                                     | Amichevole                                                              | -                                                                       | 46’                                                                     |
| 7-6-2003                                                                | Glasgow                                                                 | Scozia                                                                  | 1 – 1                                                                   | Germania                                                                | Qual. Euro 2004                                                         | -                                                                       | 74’                                                                     |
| 11-6-2003                                                               | Tórshavn                                                                | Fær Øer                                                                 | 0 – 2                                                                   | Germania                                                                | Qual. Euro 2004                                                         | 1                                                                       | 64’                                                                     |
| 20-8-2003                                                               | Stoccarda                                                               | Germania                                                                | 0 – 1                                                                   | Italia                                                                  | Amichevole                                                              | -                                                                       | 60’ 75’                                                                 |
| 6-9-2003                                                                | Reykjavík                                                               | Islanda                                                                 | 0 – 0                                                                   | Germania                                                                | Qual. Euro 2004                                                         | -                                                                       | 47’                                                                     |
| 10-9-2003                                                               | Dortmund                                                                | Germania                                                                | 2 – 1                                                                   | Scozia                                                                  | Qual. Euro 2004                                                         | -                                                                       | 76’                                                                     |
| 11-10-2003                                                              | Amburgo                                                                 | Germania                                                                | 3 – 0                                                                   | Islanda                                                                 | Qual. Euro 2004                                                         | -                                                                       | 70’                                                                     |
| 15-11-2003                                                              | Gelsenkirchen                                                           | Germania                                                                | 0 – 3                                                                   | Francia                                                                 | Amichevole                                                              | -                                                                       | 67’                                                                     |
| 18-2-2004                                                               | Spalato                                                                 | Croazia                                                                 | 1 – 2                                                                   | Germania                                                                | Amichevole                                                              | 1                                                                       | 80’                                                                     |
| 27-5-2004                                                               | Friburgo                                                                | Germania                                                                | 7 – 0                                                                   | Malta                                                                   | Amichevole                                                              | -                                                                       | 46’                                                                     |
| 2-6-2004                                                                | Basilea                                                                 | Svizzera                                                                | 0 – 2                                                                   | Germania                                                                | Amichevole                                                              | -                                                                       | 63’                                                                     |
| 6-6-2004                                                                | Kaiserslautern                                                          | Germania                                                                | 0 – 2                                                                   | Ungheria                                                                | Amichevole                                                              | -                                                                       | 46’                                                                     |
| 19-6-2004                                                               | Porto                                                                   | Lettonia                                                                | 0 – 0                                                                   | Germania                                                                | Euro 2004 - 1º turno                                                    | -                                                                       | 67’                                                                     |
| 23-6-2004                                                               | Lisbona                                                                 | Germania                                                                | 1 – 2                                                                   | Rep. Ceca                                                               | Euro 2004 - 1º turno                                                    | -                                                                       | 79’                                                                     |
| 8-9-2004                                                                | Berlino                                                                 | Germania                                                                | 1 – 1                                                                   | Brasile                                                                 | Amichevole                                                              | -                                                                       | 70’                                                                     |
| 9-10-2004                                                               | Teheran                                                                 | Iran                                                                    | 0 – 2                                                                   | Germania                                                                | Amichevole                                                              | -                                                                       | 56’                                                                     |
| 17-11-2004                                                              | Lipsia                                                                  | Germania                                                                | 3 – 0                                                                   | Camerun                                                                 | Amichevole                                                              | 2                                                                       | 61’                                                                     |
| 16-12-2004                                                              | Yokohama                                                                | Giappone                                                                | 0 – 3                                                                   | Germania                                                                | Amichevole                                                              | 2                                                                       |                                                                         |
| 19-12-2004                                                              | Pusan                                                                   | Corea del Sud                                                           | 3 – 1                                                                   | Germania                                                                | Amichevole                                                              | -                                                                       |                                                                         |
| 26-3-2005                                                               | Celje                                                                   | Slovenia                                                                | 0 – 1                                                                   | Germania                                                                | Amichevole                                                              | -                                                                       | 75’                                                                     |
| 17-8-2005                                                               | Rotterdam                                                               | Paesi Bassi                                                             | 2 – 2                                                                   | Germania                                                                | Amichevole                                                              | -                                                                       | 46’                                                                     |
| 3-9-2005                                                                | Bratislava                                                              | Slovacchia                                                              | 2 – 0                                                                   | Germania                                                                | Amichevole                                                              | -                                                                       |                                                                         |
| 7-9-2005                                                                | Brema                                                                   | Germania                                                                | 4 – 2                                                                   | Sudafrica                                                               | Amichevole                                                              | -                                                                       | 77’                                                                     |
| 12-11-2005                                                              | Saint-Denis                                                             | Francia                                                                 | 0 – 0                                                                   | Germania                                                                | Amichevole                                                              | -                                                                       |                                                                         |
| 1-3-2006                                                                | Firenze                                                                 | Italia                                                                  | 4 – 1                                                                   | Germania                                                                | Amichevole                                                              | -                                                                       |                                                                         |
| 22-3-2006                                                               | Dortmund                                                                | Germania                                                                | 4 – 1                                                                   | Stati Uniti                                                             | Amichevole                                                              | 1                                                                       |                                                                         |
| 27-5-2006                                                               | Friburgo                                                                | Germania                                                                | 7 – 0                                                                   | Lussemburgo                                                             | Amichevole                                                              | 2                                                                       | 62’                                                                     |
| 30-5-2006                                                               | Leverkusen                                                              | Germania                                                                | 2 – 2                                                                   | Giappone                                                                | Amichevole                                                              | 1                                                                       |                                                                         |
| 2-6-2006                                                                | Mönchengladbach                                                         | Germania                                                                | 3 – 0                                                                   | Colombia                                                                | Amichevole                                                              | -                                                                       | 62’                                                                     |
| 9-6-2006                                                                | Monaco di Baviera                                                       | Germania                                                                | 4 – 2                                                                   | Costa Rica                                                              | Mondiali 2006 - 1º turno                                                | 2                                                                       | 79’                                                                     |
| 14-6-2006                                                               | Dortmund                                                                | Germania                                                                | 1 – 0                                                                   | Polonia                                                                 | Mondiali 2006 - 1º turno                                                | -                                                                       |                                                                         |
| 20-6-2006                                                               | Berlino                                                                 | Ecuador                                                                 | 0 – 3                                                                   | Germania                                                                | Mondiali 2006 - 1º turno                                                | 2                                                                       | 66’                                                                     |
| 24-6-2006                                                               | Monaco di Baviera                                                       | Germania                                                                | 2 – 0                                                                   | Svezia                                                                  | Mondiali 2006 - Ottavi di finale                                        | -                                                                       |                                                                         |
| 30-6-2006                                                               | Berlino                                                                 | Germania                                                                | 1 – 1 dts (5 - 3 dtr)                                                   | Argentina                                                               | Mondiali 2006 - Quarti di finale                                        | 1                                                                       | 85’                                                                     |
| 4-7-2006                                                                | Dortmund                                                                | Germania                                                                | 0 – 2 dts                                                               | Italia                                                                  | Mondiali 2006 - Semifinale                                              | -                                                                       | 111’                                                                    |
| 8-7-2006                                                                | Stoccarda                                                               | Germania                                                                | 3 – 1                                                                   | Portogallo                                                              | Mondiali 2006 - Finale 3º posto                                         | -                                                                       | 65’                                                                     |
| 16-8-2006                                                               | Gelsenkirchen                                                           | Germania                                                                | 3 – 0                                                                   | Svezia                                                                  | Amichevole                                                              | 2                                                                       | 46’                                                                     |
| 2-9-2006                                                                | Stoccarda                                                               | Germania                                                                | 1 – 0                                                                   | Irlanda                                                                 | Qual. Euro 2008                                                         | -                                                                       | 60’                                                                     |
| 6-9-2006                                                                | Serravalle                                                              | San Marino                                                              | 0 – 13                                                                  | Germania                                                                | Qual. Euro 2008                                                         | 2                                                                       | 46’                                                                     |
| 11-10-2006                                                              | Bratislava                                                              | Slovacchia                                                              | 1 – 4                                                                   | Germania                                                                | Qual. Euro 2008                                                         | -                                                                       |                                                                         |
| 15-11-2006                                                              | Nicosia                                                                 | Cipro                                                                   | 1 – 1                                                                   | Germania                                                                | Qual. Euro 2008                                                         | -                                                                       | 18’                                                                     |
| 2-6-2007                                                                | Norimberga                                                              | Germania                                                                | 6 – 0                                                                   | San Marino                                                              | Qual. Euro 2008                                                         | -                                                                       |                                                                         |
| 6-6-2007                                                                | Amburgo                                                                 | Germania                                                                | 2 – 1                                                                   | Slovacchia                                                              | Qual. Euro 2008                                                         | -                                                                       | 74’                                                                     |
| 8-9-2007                                                                | Cardiff                                                                 | Galles                                                                  | 0 – 2                                                                   | Germania                                                                | Qual. Euro 2008                                                         | 2                                                                       | cap. 87’                                                                |
| 17-11-2007                                                              | Hannover                                                                | Germania                                                                | 4 – 0                                                                   | Cipro                                                                   | Qual. Euro 2008                                                         | 1                                                                       | cap.                                                                    |
| 21-11-2007                                                              | Francoforte sul Meno                                                    | Germania                                                                | 0 – 0                                                                   | Galles                                                                  | Qual. Euro 2008                                                         | -                                                                       | cap.                                                                    |
| 6-2-2008                                                                | Vienna                                                                  | Austria                                                                 | 0 – 3                                                                   | Germania                                                                | Amichevole                                                              | 1                                                                       |                                                                         |
| 26-3-2008                                                               | Basilea                                                                 | Svizzera                                                                | 0 – 4                                                                   | Germania                                                                | Amichevole                                                              | 1                                                                       | 48’ 58’                                                                 |
| 27-5-2008                                                               | Kaiserslautern                                                          | Germania                                                                | 2 – 2                                                                   | Bielorussia                                                             | Amichevole                                                              | 1                                                                       | 54’                                                                     |
| 8-6-2008                                                                | Klagenfurt                                                              | Germania                                                                | 2 – 0                                                                   | Polonia                                                                 | Euro 2008 - 1º turno                                                    | -                                                                       | 90’                                                                     |
| 12-6-2008                                                               | Klagenfurt                                                              | Croazia                                                                 | 2 – 1                                                                   | Germania                                                                | Euro 2008 - 1º turno                                                    | -                                                                       |                                                                         |
| 16-6-2008                                                               | Vienna                                                                  | Austria                                                                 | 0 – 1                                                                   | Germania                                                                | Euro 2008 - 1º turno                                                    | -                                                                       |                                                                         |
| 19-6-2008                                                               | Basilea                                                                 | Portogallo                                                              | 2 – 3                                                                   | Germania                                                                | Euro 2008 - Quarti di finale                                            | 1                                                                       | 89’                                                                     |
| 25-6-2008                                                               | Basilea                                                                 | Germania                                                                | 3 – 2                                                                   | Turchia                                                                 | Euro 2008 - Semifinale                                                  | 1                                                                       | 90’                                                                     |
| 29-6-2008                                                               | Vienna                                                                  | Germania                                                                | 0 – 1                                                                   | Spagna                                                                  | Euro 2008 - Finale                                                      | -                                                                       | 79’                                                                     |
| 20-8-2008                                                               | Norimberga                                                              | Germania                                                                | 2 – 0                                                                   | Belgio                                                                  | Amichevole                                                              | -                                                                       | cap. 46’                                                                |
| 6-9-2008                                                                | Vaduz                                                                   | Liechtenstein                                                           | 0 – 6                                                                   | Germania                                                                | Qual. Mondiali 2010                                                     | -                                                                       | cap. 64’                                                                |
| 10-9-2008                                                               | Helsinki                                                                | Finlandia                                                               | 3 – 3                                                                   | Germania                                                                | Qual. Mondiali 2010                                                     | 3                                                                       | cap.                                                                    |
| 11-10-2008                                                              | Dortmund                                                                | Germania                                                                | 2 – 1                                                                   | Russia                                                                  | Qual. Mondiali 2010                                                     | -                                                                       | 71’                                                                     |
| 15-10-2008                                                              | Mönchengladbach                                                         | Germania                                                                | 1 – 0                                                                   | Galles                                                                  | Qual. Mondiali 2010                                                     | -                                                                       | 46’                                                                     |
| 19-11-2008                                                              | Berlino                                                                 | Germania                                                                | 1 – 2                                                                   | Inghilterra                                                             | Amichevole                                                              | -                                                                       | cap. 46’                                                                |
| 11-2-2009                                                               | Düsseldorf                                                              | Germania                                                                | 0 – 1                                                                   | Norvegia                                                                | Amichevole                                                              | -                                                                       | 46’                                                                     |
| 12-8-2009                                                               | Baku                                                                    | Azerbaigian                                                             | 0 – 2                                                                   | Germania                                                                | Qual. Mondiali 2010                                                     | 1                                                                       | 75’                                                                     |
| 5-9-2009                                                                | Leverkusen                                                              | Germania                                                                | 2 – 0                                                                   | Sudafrica                                                               | Amichevole                                                              | -                                                                       | 46’                                                                     |
| 9-9-2009                                                                | Hannover                                                                | Germania                                                                | 4 – 0                                                                   | Azerbaigian                                                             | Qual. Mondiali 2010                                                     | 2                                                                       | 46’                                                                     |
| 10-10-2009                                                              | Mosca                                                                   | Russia                                                                  | 0 – 1                                                                   | Germania                                                                | Qual. Mondiali 2010                                                     | 1                                                                       | 89’                                                                     |
| 14-10-2009                                                              | Amburgo                                                                 | Germania                                                                | 1 – 1                                                                   | Finlandia                                                               | Qual. Mondiali 2010                                                     | -                                                                       | 77’                                                                     |
| 3-3-2010                                                                | Monaco di Baviera                                                       | Germania                                                                | 0 – 1                                                                   | Argentina                                                               | Amichevole                                                              | -                                                                       | 46’                                                                     |
| 29-5-2010                                                               | Budapest                                                                | Ungheria                                                                | 0 – 3                                                                   | Germania                                                                | Amichevole                                                              | -                                                                       | cap. 61’                                                                |
| 3-6-2010                                                                | Francoforte sul Meno                                                    | Germania                                                                | 3 – 1                                                                   | Bosnia ed Erzegovina                                                    | Amichevole                                                              | -                                                                       | 46’                                                                     |
| 13-6-2010                                                               | Durban                                                                  | Germania                                                                | 4 – 0                                                                   | Australia                                                               | Mondiali 2010 - 1º turno                                                | 1                                                                       | 68’                                                                     |
| 18-6-2010                                                               | Port Elizabeth                                                          | Germania                                                                | 0 – 1                                                                   | Serbia                                                                  | Mondiali 2010 - 1º turno                                                | -                                                                       | 37’                                                                     |
| 27-6-2010                                                               | Bloemfontein                                                            | Germania                                                                | 4 – 1                                                                   | Inghilterra                                                             | Mondiali 2010 - Ottavi di finale                                        | 1                                                                       | 72’                                                                     |
| 3-7-2010                                                                | Città del Capo                                                          | Argentina                                                               | 0 – 4                                                                   | Germania                                                                | Mondiali 2010 - Quarti di finale                                        | 2                                                                       |                                                                         |
| 7-7-2010                                                                | Durban                                                                  | Germania                                                                | 0 – 1                                                                   | Spagna                                                                  | Mondiali 2010 - Semifinale                                              | -                                                                       |                                                                         |
| 3-9-2010                                                                | Bruxelles                                                               | Belgio                                                                  | 0 – 1                                                                   | Germania                                                                | Qual. Euro 2012                                                         | 1                                                                       |                                                                         |
| 7-9-2010                                                                | Colonia                                                                 | Germania                                                                | 6 – 1                                                                   | Azerbaigian                                                             | Qual. Euro 2012                                                         | 2                                                                       |                                                                         |
| 8-10-2010                                                               | Berlino                                                                 | Germania                                                                | 3 – 0                                                                   | Turchia                                                                 | Qual. Euro 2012                                                         | 2                                                                       | 90’                                                                     |
| 12-10-2010                                                              | Astana                                                                  | Kazakistan                                                              | 0 – 3                                                                   | Germania                                                                | Qual. Euro 2012                                                         | 1                                                                       | 55’                                                                     |
| 9-2-2011                                                                | Dortmund                                                                | Germania                                                                | 1 – 1                                                                   | Italia                                                                  | Amichevole                                                              | 1                                                                       | 75’                                                                     |
| 26-3-2011                                                               | Kaiserslautern                                                          | Germania                                                                | 4 – 0                                                                   | Kazakistan                                                              | Qual. Euro 2012                                                         | 2                                                                       |                                                                         |
| 29-3-2011                                                               | Mönchengladbach                                                         | Germania                                                                | 1 – 2                                                                   | Australia                                                               | Amichevole                                                              | -                                                                       | 73’ 89’                                                                 |
| 29-5-2011                                                               | Hoffenheim                                                              | Germania                                                                | 2 – 1                                                                   | Uruguay                                                                 | Amichevole                                                              | -                                                                       | 46’                                                                     |
| 10-8-2011                                                               | Stoccarda                                                               | Germania                                                                | 3 – 2                                                                   | Brasile                                                                 | Amichevole                                                              | -                                                                       | 46’                                                                     |
| 2-9-2011                                                                | Gelsenkirchen                                                           | Germania                                                                | 6 – 2                                                                   | Austria                                                                 | Qual. Euro 2012                                                         | 1                                                                       |                                                                         |
| 6-9-2011                                                                | Danzica                                                                 | Polonia                                                                 | 2 – 2                                                                   | Germania                                                                | Amichevole                                                              | -                                                                       | 46’                                                                     |
| 15-11-2011                                                              | Amburgo                                                                 | Germania                                                                | 3 – 0                                                                   | Paesi Bassi                                                             | Amichevole                                                              | 1                                                                       | cap. 44’ 82’                                                            |
| 29-2-2012                                                               | Brema                                                                   | Germania                                                                | 1 – 2                                                                   | Francia                                                                 | Amichevole                                                              | -                                                                       | cap. 46’                                                                |
| 26-5-2012                                                               | Basilea                                                                 | Svizzera                                                                | 5 – 3                                                                   | Germania                                                                | Amichevole                                                              | -                                                                       | cap. 78’                                                                |
| 31-5-2012                                                               | Lipsia                                                                  | Germania                                                                | 2 – 0                                                                   | Israele                                                                 | Amichevole                                                              | -                                                                       | 67’                                                                     |
| 9-6-2012                                                                | Leopoli                                                                 | Germania                                                                | 1 – 0                                                                   | Portogallo                                                              | Euro 2012 - 1º turno                                                    | -                                                                       | 80’                                                                     |
| 13-6-2012                                                               | Charkiv                                                                 | Paesi Bassi                                                             | 1 – 2                                                                   | Germania                                                                | Euro 2012 - 1º turno                                                    | -                                                                       | 72’                                                                     |
| 17-6-2012                                                               | Leopoli                                                                 | Danimarca                                                               | 1 – 2                                                                   | Germania                                                                | Euro 2012 - 1º turno                                                    | -                                                                       | 74’                                                                     |
| 22-6-2012                                                               | Danzica                                                                 | Germania                                                                | 4 – 2                                                                   | Grecia                                                                  | Euro 2012 - Quarti di finale                                            | 1                                                                       | 80’                                                                     |
| 28-6-2012                                                               | Varsavia                                                                | Germania                                                                | 1 – 2                                                                   | Italia                                                                  | Euro 2012 - Semifinale                                                  | -                                                                       | 46’                                                                     |
| 15-8-2012                                                               | Francoforte                                                             | Germania                                                                | 1 – 3                                                                   | Argentina                                                               | Amichevole                                                              | -                                                                       | cap. 62’                                                                |
| 7-9-2012                                                                | Hannover                                                                | Germania                                                                | 3 – 0                                                                   | Fær Øer                                                                 | Qual. Mondiali 2014                                                     | -                                                                       | 75’                                                                     |
| 11-9-2012                                                               | Vienna                                                                  | Austria                                                                 | 1 – 2                                                                   | Germania                                                                | Qual. Mondiali 2014                                                     | -                                                                       | 75’                                                                     |
| 12-10-2012                                                              | Dublino                                                                 | Irlanda                                                                 | 1 – 6                                                                   | Germania                                                                | Qual. Mondiali 2014                                                     | 1                                                                       | 72’                                                                     |
| 16-10-2012                                                              | Berlino                                                                 | Germania                                                                | 4 – 4                                                                   | Svezia                                                                  | Qual. Mondiali 2014                                                     | 2                                                                       |                                                                         |
| 2-6-2013                                                                | Washington                                                              | Stati Uniti                                                             | 4 – 3                                                                   | Germania                                                                | Amichevole                                                              | -                                                                       | cap.                                                                    |
| 14-8-2013                                                               | Kaiserslautern                                                          | Germania                                                                | 3 – 3                                                                   | Paraguay                                                                | Amichevole                                                              | -                                                                       | 54’                                                                     |
| 6-9-2013                                                                | Monaco di Baviera                                                       | Germania                                                                | 3 – 0                                                                   | Austria                                                                 | Qual. Mondiali 2014                                                     | 1                                                                       | 81’ 82’                                                                 |
| 10-9-2013                                                               | Tórshavn                                                                | Fær Øer                                                                 | 0 – 3                                                                   | Germania                                                                | Qual. Mondiali 2014                                                     | -                                                                       | 79’                                                                     |
| 5-3-2014                                                                | Stoccarda                                                               | Germania                                                                | 1 – 0                                                                   | Cile                                                                    | Amichevole                                                              | -                                                                       | 45’                                                                     |
| 6-6-2014                                                                | Magonza                                                                 | Germania                                                                | 6 – 1                                                                   | Armenia                                                                 | Amichevole                                                              | 1                                                                       | 67’                                                                     |
| 21-6-2014                                                               | Fortaleza                                                               | Germania                                                                | 2 – 2                                                                   | Ghana                                                                   | Mondiali 2014 - 1º turno                                                | 1                                                                       | 69’                                                                     |
| 26-6-2014                                                               | Recife                                                                  | Stati Uniti                                                             | 0 – 1                                                                   | Germania                                                                | Mondiali 2014 - 1º turno                                                | -                                                                       | 46’                                                                     |
| 4-7-2014                                                                | Rio de Janeiro                                                          | Francia                                                                 | 0 – 1                                                                   | Germania                                                                | Mondiali 2014 - Quarti di finale                                        | -                                                                       | 69’                                                                     |
| 8-7-2014                                                                | Belo Horizonte                                                          | Brasile                                                                 | 1 – 7                                                                   | Germania                                                                | Mondiali 2014 - Semifinale                                              | 1                                                                       | 58’                                                                     |
| 13-7-2014                                                               | Rio de Janeiro                                                          | Germania                                                                | 1 – 0 dts                                                               | Argentina                                                               | Mondiali 2014 - Finale                                                  | -                                                                       | 88’                                                                     |
| Totale                                                                  |                                                                         | Presenze (2º posto)                                                     | 137                                                                     |                                                                         | Reti (1º posto)                                                         | 71                                                                      |                                                                         |

### Record

#### Con la Nazionale tedesca
- Miglior marcatore uomo di tutti i tempi nella Coppa del Mondo FIFA: 16 gol (5 nel 2002, 5 nel 2006, 4 nel 2010, 2 nel 2014).
- Unico giocatore ad avere segnato almeno quattro gol in tre diverse edizioni della Coppa del Mondo FIFA.
- Insieme a Thomas Müller unici giocatori ad avere segnato almeno cinque gol in due edizioni consecutive della Coppa del Mondo FIFA.
- Insieme a Thomas Müller e Teófilo Cubillas unici giocatori ad avere segnato almeno cinque gol in due diverse edizioni della Coppa del Mondo FIFA.
- Record di presenze nell'All Star Team del mondiale: 2 (primato condiviso con altri nove giocatori).
- Insieme a Gerd Müller unici giocatori ad avere segnato due triplette consecutive con la maglia della Nazionale tedesca.
- Unico giocatore al mondo ad avere partecipato a sei semifinali tra mondiale ed europeo.
- Primo marcatore di tutti i tempi della Germania: 71 gol.
- Record di doppiette con la maglia della Germania: 14.
- È il terzo giocatore a segnare almeno un gol in quattro edizioni della Coppa del Mondo FIFA; prima di lui avevano raggiunto questo traguardo Pelé e Seeler (entrambi nelle edizioni degli anni 1958-1962-1966-1970).

### Statistiche da allenatore
Statistiche aggiornate al 9 maggio 2025.
| Stagione        | Squadra         | Campionato      | Campionato | Campionato | Campionato | Campionato | Coppe nazionali | Coppe nazionali | Coppe nazionali | Coppe nazionali | Coppe nazionali | Coppe continentali | Coppe continentali | Coppe continentali | Coppe continentali | Coppe continentali | Altre coppe | Altre coppe | Altre coppe | Altre coppe | Altre coppe | Totale | Totale | Totale | Totale | % Vittorie | Piazzamento |
| Stagione        | Squadra         | Comp            | G          | V          | N          | P          | Comp            | G               | V               | N               | P               | Comp               | G                  | V                  | N                  | P                  | Comp        | G           | V           | N           | P           | G      | V      | N      | P      | %          | Piazzamento |
| --------------- | --------------- | --------------- | ---------- | ---------- | ---------- | ---------- | --------------- | --------------- | --------------- | --------------- | --------------- | ------------------ | ------------------ | ------------------ | ------------------ | ------------------ | ----------- | ----------- | ----------- | ----------- | ----------- | ------ | ------ | ------ | ------ | ---------- | ----------- |
| 2022-mar. 2023  | Altach          | BL              | 22         | 4          | 5          | 13         | CA              | 2               | 1               | 0               | 1               | -                  | -                  | -                  | -                  | -                  | -           | -           | -           | -           | -           | 24     | 5      | 5      | 14     | 20,83      | Eson.       |
| 2024-2025       | Norimberga      | 2BL             | 33         | 13         | 6          | 14         | CG              | 2               | 1               | 0               | 1               | -                  | -                  | -                  | -                  | -                  | -           | -           | -           | -           | -           | 35     | 14     | 6      | 15     | 40,00      |             |
| Totale carriera | Totale carriera | Totale carriera | 55         | 17         | 11         | 27         |                 | 4               | 2               | 0               | 2               |                    |                    |                    |                    |                    |             |             |             |             |             | 59     | 19     | 11     | 29     | 32,20      |             |

## Palmarès

### Giocatore

#### Club
- Coppa di Lega tedesca: 2

Werder Brema: 2006
Bayern Monaco: 2007
- Campionato tedesco: 2

Bayern Monaco: 2007-2008, 2009-2010
- Coppa di Germania: 2

Bayern Monaco: 2007-2008, 2009-2010
- Supercoppa di Germania: 1

Bayern Monaco: 2010
- Coppa Italia: 1

Lazio: 2012-2013

#### Nazionale
- Campionato mondiale: 1

Brasile 2014

#### Individuale
- All-Star Team del campionato mondiale: 2

Corea del Sud-Giappone 2002, Germania 2006
- Capocannoniere della Bundesliga: 1

2005-2006 (25 gol)
- Scarpa d'oro del campionato mondiale: 1

Germania 2006 (5 gol)
- Calciatore tedesco dell'anno: 1

2006
- UEFA President's Award: 1

2023